# اچ‌دی‌ام‌اس لوگن (۱۸۰۵)
اچ‌دی‌ام‌اس لوگن (۱۸۰۵) (به انگلیسی: HDMS Lougen (1805)) یک کشتی بود که طول آن ۹۴ فوت ۴ اینچ (۲۸٫۷۵ متر) بود. این کشتی در سال ۱۸۰۵ ساخته شد.